# اسپرانتو، نامزد دریافت جایزه صلح نوبل
زبان اسپرانتو بواسطه فراهم آوردن یک زبان میانجی جهانیِ ساده، منطقی و بی‌طرف در جهت برقراری صلح جهانی، در سال ۲۰۰۸ به عنوان نامزد دریافت جایزه صلح نوبل معرفی گردید.

## تاریخچه
پس از آنکه انجمن جهانی اسپرانتو در سال ۲۰۰۸ توسط دو تن از نمایندگان پارلمان سوئیس به عنوان نامزد جایزه صلح نوبل معرفی گردید، در نهایت اجماع بر این شد که زبان اسپرانتو به عنوان نامزد نهائی اعلام شود. مخابره این خبر توسط خبرگزاری فرانسه و آسوشیتد پرس با بازتاب گسترده در خبرگزاری‌های بین‌المللی مواجه شد. دو سال پس از این رویداد، انجمن جهانی اسپرانتو نیز در سال ۲۰۱۰ به عنوان نامزد دریافت جایزه صلح نوبل معرفی گردید.

## نامزدی جایزه صلح نوبل برای اسپرانتودان ها
لازم به ذکر است که مبتکر زبان اسپرانتو، لودویک زامنهوف خود در سالهای متعدد نامزد دریافت جایزه صلح نوبل بوده و از میان اسپرانتودانان نیز چهره‌هایی سرشناس از جمله فلیکس موشلیز (Felix Moscheles؛ نائب رئیس انجمن اسپرانتوی بریتانیا) و آندرئو چه (Andreo Cseh؛ مبتکر متد چه برای آموزش زبان اسپرانتو) چندین بار نامزدی دریافت جایزه صلح نوبل را در کارنامه خود دارند.